# 大瀬久市
大瀬 久市（おおせ きゅういち、1912年（明治45年）2月24日 - 1949年（昭和24年）4月10日）は、昭和前期の教育者、公吏（地方公務員）、政治家。衆議院議員。

## 経歴
長崎県北松浦郡出身。長崎県師範学校を卒業し、長崎県公立小学校訓導、東京市王子小学校訓導、赤羽小学校訓導を務めた。
その後苦学して1939年（昭和14年）東京文理科大学（のち東京教育大学）教育学科を卒業した。東京市役所に入り、同書記、東京都属、同主事を歴任した。
1947（昭和22年）4月の第23回衆議院議員総選挙に長崎県第2区から民主党公認で出馬して次点で落選。1949（昭和24年）1月の第24回総選挙では無所属で出馬して当選し、衆議院議員に1期在任した。議員在任中の同年4月に急逝した。